# 拉龙
46°17′N 7°47′E / 46.283°N 7.783°E
拉龙是瑞士瓦莱州的一座市镇，人口1896（2002年）。
诗人赖纳·马利亚·里尔克安葬在拉龙一处教堂的墓地中。